# Liste der Kulturdenkmale in Beckwitz
In der Liste der Kulturdenkmale in Beckwitz sind die Kulturdenkmale des Torgauer Ortsteils Beckwitz verzeichnet, die bis August 2020 vom Landesamt für Denkmalpflege Sachsen erfasst wurden (ohne archäologische Kulturdenkmale). Die Anmerkungen sind zu beachten.
Diese Aufzählung ist eine Teilmenge der Liste der Kulturdenkmale in Torgau.

## Beckwitz
| Bild           | Bezeichnung                                                                            | Lage                                    | Datierung                                             | Beschreibung | ID       |
| -------------- | -------------------------------------------------------------------------------------- | --------------------------------------- | ----------------------------------------------------- | --- | -------- |
| Weitere Bilder | Wohnhaus                                                                               | Am Sportplatz 15 (Karte)                | 1920er Jahre                                          | Holzhaus, markantes Beispiel der Fertigteilbauweise, baugeschichtlich bedeutend | 08967661 |
|                | Gasthaus „Zur Linde“ mit Saalanbau                                                     | Ernst-Thälmann-Straße 18 (Karte)        | 2. Hälfte 18. Jahrhundert / 1. Hälfte 19. Jahrhundert | Markantes Fachwerkgebäude mit hohem Krüppelwalmdach, letzteres belebt durch Dachhecht, baugeschichtlich und ortsgeschichtlich von Bedeutung. Fr. Renecke 1907 erbaut. | 09286258 |
| Weitere Bilder | Pfarrhaus mit Seitengebäude                                                            | Ernst-Thälmann-Straße 21 (Karte)        | 2. Hälfte 18. Jahrhundert / 1. Hälfte 19. Jahrhundert | Ersteres markanter Bau mit Krüppelwalmdach, im Obergeschoss möglicherweise verputztes Fachwerk, baugeschichtlich und ortsgeschichtlich von Bedeutung | 09286257 |
| Weitere Bilder | Kirche mit Ausstattung, Kirchhof und Denkmal für die Gefallenen des Ersten Weltkrieges | Ernst-Thälmann-Straße 21a (Karte)       | 1713 (Kirche); nach 1918 (Kriegerdenkmal)             | Saalkirche mit Westturm und Apsis, im Kern romanisches Gebäude, Zeugnis der Kirchenbaukunst vom Mittelalter bis zum 18. Jahrhundert bau- und ortsgeschichtlich sowie künstlerisch von Bedeutung. - Kirche: um 1713 erweiterter romanischer Kernbau aus rechteckigem gestrecktem Schiff, halbrunder Apsis und leicht eingezogenem Westturm mit achteckigem lisenengegliedertem Oberteil, Schweifhaube und hoher Laterne, Innenausstattung einschließlich Glocken und Vasa Sacra - Kriegerdenkmal Erster Weltkrieg: Anlage aus abgestuftem Sockel, Postament mit Inschrift und Aufsatz mit Relief | 09286253 |
| Weitere Bilder | Wegesäule                                                                              | Ernst-Thälmann-Straße 21a (bei) (Karte) | 18. Jahrhundert oder 19. Jahrhundert                  | Schaft mit flachem, gewölbtem Abschluss, Inschriften und Richtungsanzeigern, verkehrsgeschichtlich von Bedeutung. An diesen Standort versetzt, Inschriften „Mahitzschen 6 km, Belgern 12 km, Bennewitz 3 km“. | 09286259 |
| Weitere Bilder | Wohnstallhaus (Nr. 26) mit angebautem Stalltrakt (Nr. 26a) eines Bauernhofes           | Karl-Liebknecht-Straße 26, 26a (Karte)  | Bezeichnet mit 1837                                   | Zeugnis ländlicher Architektur und Volksbauweise, baugeschichtlich und ortsgeschichtlich von Bedeutung. Scheune abgebrochen. Seitengebäude Nummer 28 gestrichen, da verunstaltet. | 09286255 |

## Tabellenlegende
- Bild: Bild des Kulturdenkmals, ggf. zusätzlich mit einem Link zu weiteren Fotos des Kulturdenkmals im Medienarchiv Wikimedia Commons. Wenn man auf das Kamerasymbol klickt, können Fotos zu Kulturdenkmalen aus dieser Liste hochgeladen werden:
- Bezeichnung: Denkmalgeschützte Objekte und ggf. Bauwerksname des Kulturdenkmals
- Lage: Straßenname und Hausnummer oder Flurstücknummer des Kulturdenkmals. Die Grundsortierung der Liste erfolgt nach dieser Adresse. Der Link (Karte) führt zu verschiedenen Kartendiensten mit der Position des Kulturdenkmals. Fehlt dieser Link, wurden die Koordinaten noch nicht eingetragen. Sind diese bekannt, können sie über ein Tool mit einer Kartenansicht einfach nachgetragen werden. In dieser Kartenansicht sind Kulturdenkmale ohne Koordinaten mit einem roten bzw. orangen Marker dargestellt und können durch Verschieben auf die richtige Position in der Karte mit Koordinaten versehen werden. Kulturdenkmale ohne Bild sind an einem blauen bzw. roten Marker erkennbar.
- Datierung: Baubeginn, Fertigstellung, Datum der Erstnennung oder grobe zeitliche Einordnung entsprechend des Eintrags in der sächsischen Denkmaldatenbank
- Beschreibung: Kurzcharakteristik des Kulturdenkmals entsprechend des Eintrags in der sächsischen Denkmaldatenbank, ggf. ergänzt durch die dort nur selten veröffentlichten Erfassungstexte oder zusätzliche Informationen
- ID: Vom Landesamt für Denkmalpflege Sachsen vergebene, das Kulturdenkmal eindeutig identifizierende Objekt-Nummer. Der Link führt zum PDF-Denkmaldokument des Landesamtes für Denkmalpflege Sachsen. Bei ehemaligen Kulturdenkmalen können die Objektnummern unbekannt sein und deshalb fehlen bzw. die Links von aus der Datenbank entfernten Objektnummern ins Leere führen. Ein ggf. vorhandenes Icon  führt zu den Angaben des Kulturdenkmals bei Wikidata.